# Лаурета фон Близкастел
Лаурета фон Близкастел (на немски: Laurette von Blieskastel; * 1212; † септември 1269) е графиня от Близкастел и чрез женитби господарка на Раполтщайн и графиня на Горен Салм в Люксембург и графиня на Близкастел. Тя е наследничка на Хунолщайн, Бернкастел и Пютлинген.

## Произход
Дъщеря е на граф Хайнрих фон Близкастел († 1237) и съпругата му Агнес фон Сайн († 1259), дъщеря на граф Хайнрих II фон Сайн († 1203) и Агнес фон Зафенберг († 1201).

## Фамилия
Първи брак: пр. 1242 г. с фон Раполтщайн († пр. 1242), син на Егенолф I фон Раполтщайн († ок. 1221). Те нямат деца.
Втори брак: пр. 12 февруари 1242 г. в Близкастел за граф Хайнрих IV фон Залм (* ок. 1221/1228; † 8 януари 1292/1293), син на Хайнрих III фон Салм († 1228), господар на Вивиерс, и Маргарета де Бар-Мусон († сл. 1259), дъщеря на граф Теобалд I де Бар († 1214), и внук на граф Хайнрих III Салм († 1246). Те имат децата:
- Катарина (Йохана) фон Залм († сл. 1314), омъжена I. за вилдграф Конрад III фон Шмидтбург († 18 октомври 1303 – 29 ноември 1305), син на Емих II фон Кирбург-Шмидтбург, II. за вилдграф Йохан фон Даун-Грумбах († 21 октомври 1349 – 25 февруари 1350)
- Жанета/Йохана фон Залм, омъжена пр. май 1275. г. за Аймон де Фокогней († декември 1296 – 1 юли 1298)
- Хайнрих фон Залм († 14 май – 4 август 1288)
- Фридрих фон Залм († сл. 1296), женен за Анна
- Якоб фон Залм († 1310, убит в битка)
- Берта де Залм († сл. 1287), омъжена за Симон IV де Паройе († сл. 1274)
- Йохан I фон Залм (* 1247 в Залм; † сл 1330/1338), граф на Горен Залм, женен ок. 1290 г. за Жана дьо Жоанвил (* ок. 1266; † сл. 1 юли 1297), наследничка на Нойвилер